# Jason Knight
Jason Paul Knight (* 13. Februar 2001 in Dublin) ist ein irischer Fußballspieler, der beim englischen Zweitligisten Bristol City unter Vertrag steht. Der Mittelfeldspieler ist seit Oktober 2020 irischer Nationalspieler.

## Karriere

### Verein
Jason Knight begann im Alter von vier Jahren mit dem Fußballspielen beim Cabinteely FC, einem Verein aus der irischen Hauptstadt Dublin. Mitte November 2015 schloss er sich der Jugendabteilung des englischen Vereins Derby County an, wo er einen Dreijahresvertrag unterzeichnete und der U15-Mannschaft zugewiesen wurde. Bei den Rams spielte er bereits in der Saison 2017/18 in der Reservemannschaft in der Premier League 2, wobei er jedoch in dieser wie auch in der folgenden Spielzeit 2018/19 hauptsächlich für die U18-Mannschaft auflief. Mit 18 Jahren ließ der neue Cheftrainer Phillip Cocu ihn in die erste Mannschaft vorrücken. Sein Debüt in der zweithöchsten englischen Spielklasse bestritt er am 5. August 2019 (1. Spieltag) beim 2:1-Auswärtssieg gegen Huddersfield Town, als er in der 88. Spielminute für Kieran Dowell eingewechselt wurde. Er etablierte sich in dieser Saison 2019/20 rasch als Rotationsspieler. Am 30. Dezember 2019 (25. Spieltag) erzielte er beim 2:1-Heimsieg gegen Charlton Athletic beide Treffer seiner Mannschaft und damit seine ersten Treffer für die erste Mannschaft Derbys. Am Ende der Saison 2021/22 stieg Knight mit Derby County in die EFL League One ab. Nach einem Jahr in der dritten Liga kehrte er im Sommer 2023 in die EFL Championship zurück und schloss sich Bristol City an.

### Nationalmannschaft
Seit Oktober 2017 lief Jason Knight für die irische U17-Nationalmannschaft auf. Im Mai 2018 nahm er mit dieser Auswahl an der U17-Europameisterschaft in England teil, wo er in allen vier Spielen Irlands zum Einsatz kam. Mit diesem Turnier endete seine Laufbahn bei der U17 nach 12 Einsätzen.
Im November 2018 absolvierte er drei freundschaftliche Länderspiele für die U18. Von September 2018 bis März 2019 war er in sechs Spielen der U19 im Einsatz, in denen er einen Treffer erzielen konnte.
Seit Juni 2019 ist der Mittelfeldspieler irischer U21-Nationalspieler.
Am 14. Oktober 2020 gab er sein Debüt für die irische A-Nationalmannschaft. Bei seinem dritten Länderspiel stand er zum ersten Mal in der Startelf.